# 노안초등학교
노안초등학교는 대한민국 전라남도 나주시 노안면 용산리에 있는 공립 초등학교이다.

## 학교 연혁
- 1924년 4월 1일 노안공립보통학교 개교(설립인가 2월 4일)
- 1938년 4월 1일 노안공립심상소학교로 개칭
- 1941년 4월 1일 노안공립국민학교로 개칭
- 1981년 3월 15일 병설유치원 개원
- 1984년 3월 1일 유곡분교장 본교로 편입
- 1996년 3월 1일 노안초등학교로 개칭
- 1999년 9월 1일 노안서초등학교 통합
- 2004년 3월 1일 유곡분교장 통합
- 2015년 3월 1일 제27대 기효현 교장 취임
- 2018년 2월 12일 제92회 졸업 (8,595명)

## 학교 상징
- 교화 - 철쭉 : 순수, 절개
- 교목 - 은행나무 : 꿋꿋한 기상(인내와 끈기)

## 참고 자료
- 노안초등학교 - 한국교육학술정보원 학교알리미